# Amorphoscelis griffinii
Amorphoscelis griffinii är en bönsyrseart som beskrevs av Giglio-tos 1913. Amorphoscelis griffinii ingår i släktet Amorphoscelis och familjen Amorphoscelidae. Inga underarter finns listade i Catalogue of Life.